# Ocinara waringi
Ocinara waringi är en fjärilsart som beskrevs av Pieter Cornelius Tobias Snellen 1877. Ocinara waringi ingår i släktet Ocinara och familjen silkesspinnare. Inga underarter finns listade i Catalogue of Life.